# Andy Hardy's Double Life
Andy Hardy's Double Life is een film uit 1942 onder regie van George B. Seitz. Het is het dertiende deel uit de Andy Hardy-reeks, een filmreeks die uit 16 films bestaat.

## Verhaal
Andy zal binnenkort Carver verlaten om zijn studie aan Wainwright College te beginnen. Hoewel hij er niet genoeg geld voor heeft, stuurt hij een cheque naar New York om zijn auto te laten overbrengen. Zijn plan werkt echter niet, waarna hij iemand zoekt die gratis in zijn auto naar de grote stad te rijden. Zijn zus Marian vertelt hem dat haar vriend Jeff bereid is dit voor hem te doen, maar hij is veroordeeld voor het rijden onder invloed en mag negentig dagen lang niet achter het stuur zitten.
Andy vergeet zijn teleurstelling al snel, als zijn vriendin Polly Benedict, van wie hij vervreemd is, contact met hem opneemt om te herenigen. Hij is ervan overtuigd een ware meidenverslinder te zijn, maar weet niet dat Polly enkel terugkomt om via haar vriendin Sheila Brooks wraak op hem te nemen en zijn trouw aan haar te testen. Andy ontmoet Sheila bij een zwembad, waar zij onmiddellijk hem begint te verleiden. Niet veel later zoenen ze meerdere keren.
Ondertussen helpt Andy zijn vader, die een rechter is, met de zaak van 'Tooky' Stedman, die betrokken is bij een aanrijding. Hij overtuigt zijn vader Tooky de zaak te laten winnen, omdat zijn moeder, die weduwe is, in ernstige armoede verkeert en ook medische rekeningen heeft om te betalen. De volgende dag zet Polly haar plagerijen voort door hem onder druk te zetten met haar verloven. Later doet Sheila ook een huwelijksaanzoek. Andy is er met zijn hoofd niet bij, waardoor hij uiteindelijk met allebei de meiden verlooft.
Niet veel later halen ze hem uit zijn waan door op te biechten dat alles is gepland. Andy heeft zijn les geleerd en laat nog dezelfde dag Carver achter om te gaan studeren. Na een emotioneel afscheid van zijn familie, vertrekt hij met de trein. Onderweg komt hij erachter dat een aantrekkelijke jongedame dezelfde eindbestemming als hem heeft. Er wordt voor de kijker gesuggereerd dat hij zijn zinnen zal zetten op deze dame, Sue genaamd.

## Rolbezetting
| Acteur           | Personage                  |
| ---------------- | -------------------------- |
| Lewis Stone      | Judge James K. 'Jim' Hardy |
| Mickey Rooney    | Andrew 'Andy' Hardy        |
| Esther Williams  | Sheila Brooks              |
| Cecilia Parker   | Marian Hardy               |
| Fay Holden       | Mrs. Emily Hardy           |
| Ann Rutherford   | Polly Benedict             |
| Sara Haden       | Tante Milly Forrest        |
| William Lundigan | Jefferson 'Jeff' Lewis     |
| Robert Pittard   | Botsy                      |
| Robert Blake     | 'Tooky' Stedman            |
| Susan Peters     | Sue                        |

## Achtergrond
Tijdens de opnames had de film verschillende werktitels, waaronder Andy Hardy's Last Fling en Andy Hardy Steps Out. Vlak na de uitbrengst, kreeg de filmreeks een ere-Oscar, voor het weerbeelden van "de Amerikaanse manier van leven". De film betekende voor Esther Williams haar debuut. Ze kreeg lof van de critici en zou gedurende de jaren 40 uitgroeien tot een van de meest geliefde actrices van de filmstudio Metro-Goldwyn-Mayer.
Het is tevens de laatste film waar Ann Rutherford in te zien is als Andy's vriendin. Ook Cecilia Parker besloot na dit deel niet meer mee te werken aan de reeks, maar keerde nog wel terug voor het laatste deel Andy Hardy Comes Home, dat 16 jaar later werd uitgebracht.

## Filmreeks
- A Family Affair (1937)
- You're Only Young Once (1937)
- Judge Hardy's Children (1938)
- Love Finds Andy Hardy (1938)
- Out West with the Hardys (1938)
- The Hardys Ride High (1939)
- Andy Hardy Gets Spring Fever (1939)
- Judge Hardy and Son (1939)
- Andy Hardy Meets Debutante (1940)
- Andy Hardy's Private Secretary (1941)
- Life Begins for Andy Hardy (1941)
- The Courtship of Andy Hardy (1942)
- Andy Hardy's Double Life (1942)
- Andy Hardy's Blonde Trouble (1944)
- Love Laughs at Andy Hardy (1946)
- Andy Hardy Comes Home (1958)